# Kateřina z Braganzy

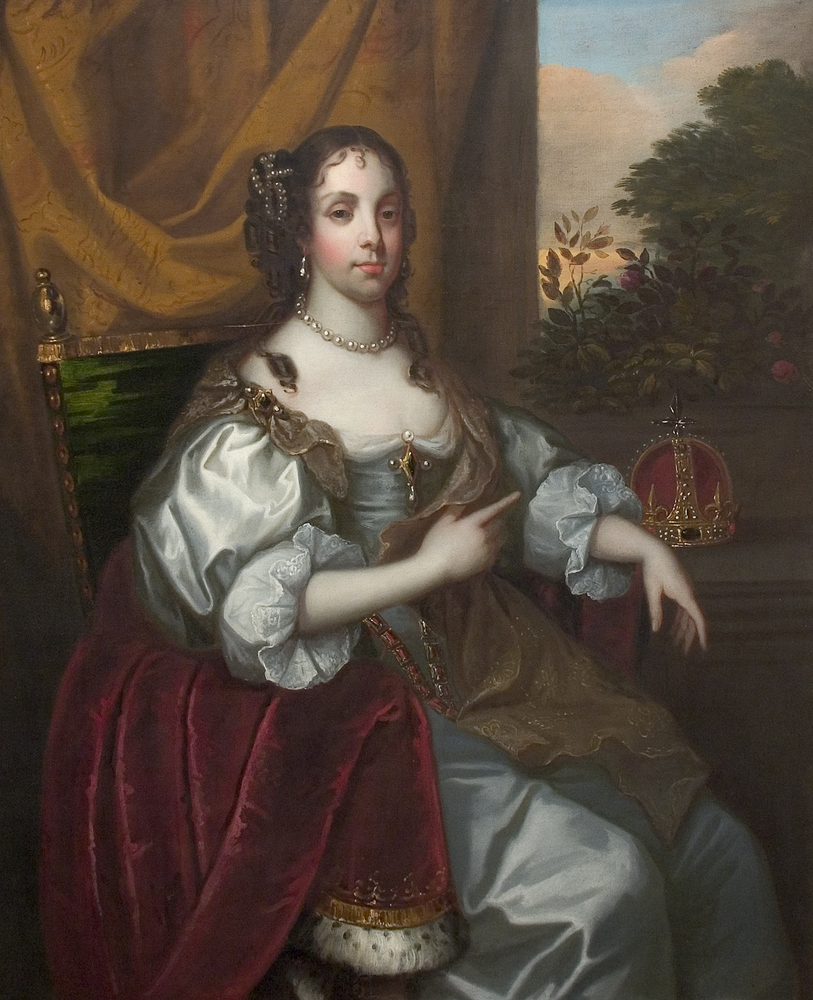
královna Kateřina

Kateřina z Braganzy, portugalsky Catarina de Bragança) (25. listopadu 1638, Vila Viçosa – 31. prosince 1705, Lisabon), byla rodem portugalská infantka a jako manželka anglického krále Karla II. anglická královna.

## Biografie

### Původ, mládí
Kateřina se narodila jako portugalská infantka, dcera vévody Jana II. z Braganzy, pozdějšího portugalského krále Jana IV. (1604–1656), a jeho manželky Luisy de Guzmán (1613–1666). Vzdělání a výchovy se jí dostalo v klášteře, přesto byla úzce spjata se svou matkou.

### Manželství s Karlem II.
Manželství Kateřiny s Karlem II. mělo upevnit portugalsko-anglické spojenectví po odstoupení Francie od příměří s Portugalskem na základě smlouvy v roce 1659. Jako věno Portugalsko postoupilo Anglii své kolonie Tanger a Bombaj. Sňatek se uskutečnil po jejím příjezdu do Portsmouthu 14. května 1662; vzhledem k rozdílnému vyznání snoubenců proběhly dva obřady – nejprve tajný katolický, následovaný veřejným anglikánským 21. května. Katolické vyznání Kateřiny bylo posléze i důvodem toho, že nebyla nikdy korunována, neboť katolíci měli účast na anglikánských obřadech zapovězenu.
Kateřinino sžívání se s novým domovem nebylo lehké: zpočátku měla potíže s jazykem, musela se vyrovnat s konflikty mezi katolíky a anglikány, byla vystavena četným královým nevěrám. Největším nejen jejím problémem ovšem byla skutečnost, že třebaže měl Karel II. značný počet nemanželských dětí, od Kateřiny se legitimního potomka nedočkal: všechna její čtyři těhotenství skončila potratem, poslední v roce 1669; to výrazně spolupůsobilo při vzniku značných dynastických i politických turbulencí v pozdější době, především pak po smrti Karla II. Kateřinina pozice byla tedy velmi obtížná, Karel však nikdy nepřistoupil na rozvod. Mezi lidem byla velmi populární a oblíbená; oblibu a úctu jí postupem času získaly její vlastnosti – slušnost, jemnost, čestnost a nelíčená laskavost a dobrota; těchto vlastností si nepochybně cenil i její manžel, stejně jako toho, že nikdy (na rozdíl od jeho milenek) neměla ambice ovlivňovat jeho politická rozhodnutí a politickou situaci ve státě obecně.

### Královna vdova a regentka v Portugalsku
Po manželově smrti (1685) Kateřina zůstala po dobu vlády Jakuba II. v Anglii. Po intronizaci Viléma III. Oranžského a Marie II. se v březnu 1692 vrátila do Lisabonu a stáhla se do ústraní paláce Bemposta, kde žila velmi klidně a tiše, až spartánsky. V roce 1704 těžce onemocněl její bratr, král Petr II. a Kateřina byla jmenována regentkou (následník trůnu, pozdější král Jan V., byl v té době teprve patnáctiletý). Vládla tak dobře a úspěšně, že její regentství bylo v roce 1705 prodlouženo. Dne 31. prosince 1705 nicméně Kateřina v paláci Bemposta v Lisabonu umírá ve svých sedmašedesáti letech na následky koliky; její bratr zemřel téměř přesně za rok po ní (9. prosince 1706).
Je pohřbena v klášteře São Vicente de Fora v Lisabonu.

### Zajímavosti
- Z matčiny strany byla pravnučkou sv. Františka Borgii, člena jezuitského řádu, jenž byl pravnukem papeže Alexandra VI.
- Kateřině se připisuje zavedení a masové rozšíření pití čaje v Anglii.
- Na její památku bylo území kolem Holanďanům odebraného Nového Amsterodamu (Angličany přejmenovaného na New York) nazváno Queens – dnes je to jedna ze čtvrtí města.